# Galmeivegetation
| Gelbes Galmei-Veilchen (Viola lutea ssp. calaminaria) |                                         |
| Klasse:                                               | Violetea calaminariae                   |
| Ordnung:                                              | Violetalia calaminariae                 |
| Verband:                                              | Thlaspion calaminariae                  |
| Assoziation:                                          | Galmei-Vegetation Violetum calaminariae |

Galmeivegetation ist der Name zweier Pflanzengesellschaften von Metallophyten auf schwermetallhaltigem Boden, deren jeweilige Leitart und Namensgeber die zwei endemischen Galmei-Veilchenarten (gelbes und blaues Galmeiveilchen) bilden. Sie gehört zu den Schwermetallrasen. Konkrete Vorkommen werden Galmeirasen oder Galmeiflur, die Gesamtheit der beteiligten spezialisierten Arten Galmeiflora genannt. Die Galmeivegetation besteht teilweise aus speziell angepassten, sogenannten Galmeipflanzen, daneben kommen auch andere Pflanzenarten, meist schwermetalltolerante Ökotypen weit verbreiteter Arten magerer Böden. Ihr Standort bildet ein besonderes Pedobiom. Im pflanzensoziologischen System bildet die Galmeivegetation des Grenzraums zwischen Belgien und Deutschland die Assoziation Violetum calaminariae, benannt nach der Charakterart Gelbes Galmei-Veilchen (Viola calaminaria). Als erster Botaniker hat sie Mathias Schwickerath (1892–1974) unter dem Namen „Zinkpflanzengesellschaft“ beschrieben. Daneben wird eine weitere Pflanzengesellschaft, mit den Charakterarten Violette Galmei-Stiefmütterchen und Hallerscher Schaumkresse (Arabidopsis halleri) als Assoziation Violetum guestphalicae aufgefasst. Diese ähnelt stärker der Grasnelkenflur (Armerietum halleri) auf kupferhaltigen Standorten im Harz und Siegerland.

## Verbreitung

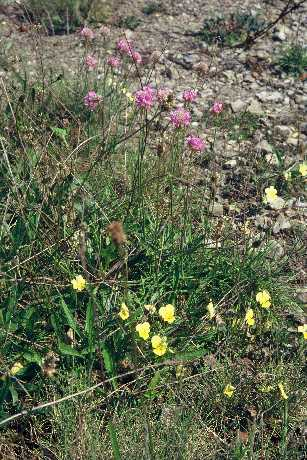
Galmei-Grasnelke und Galmeiveilchen

Im Grenzraum zwischen Belgien und Deutschland finden sich eigentliche Galmeifluren im Gebiet des Altenberges beim ostbelgischen Kelmis, bei den östlichen Aachener Stadtteilen Brand, Verlautenheide, Eilendorf und dessen Ortsteil Nirm sowie bei den Stolberger Stadtteilen Breinig und Werth. Dort befinden sich Galmeiflora-Naturschutzgebiete auf dem gleichzeitigen Standortübungsplatz der Bundeswehr „Brander Wald“ in unmittelbarer Nähe zum östlich der Inde gelegenen Naturschutzgebiet Münsterbusch im Grenzgebiet von Aachen und Stolberg, im Naturschutzgebiet Brockenberg, im Naturschutzgebiet Bärenstein und im Naturschutzgebiet Schlangenberg. Eine kleinere Galmeiflur befindet sich außerdem im nordwestlichen Propsteier Wald bei dem Eschweiler Stadtteil Röhe in der Nähe des ehemaligen Bergwerks Grube Glücksburg. Der Bad Harzburger Stadtteil Harlingerode ist mit seiner Galmeivegetation im Umfeld des Recyclingpark Harz (früher: Hüttenwerk Harz) westlich der Ortschaft ein weiteres Beispiel für schwermetallbedingte Galmeiflora, aber auch an anderen historischen Hüttenorten im Harz, im Erzgebirge und in Schlesien sind solche Fluren vorhanden.

## Zusammensetzung
Zu den Charakterarten der Galmeivegetation zählen neben ihrem Namensgeber, dem Galmeiveilchen, das weißblühende Galmei-Hellerkraut (Thlaspi calaminare), die rosablühende Galmei-Grasnelke (Armeria maritima subsp. calaminaria), der Galmei-Schwingel (Festuca aquisgranensis), ein blau-grünes, borstiges Gras, welches einen lockeren Rasen bildet, und die weißblühende Galmei-Frühlings-Miere (Minuartia verna subsp. hercynica). Zur Galmeiflora zählt auch eine schwermetallresistente Unterart des Taubenkropf- oder aufgeblasenen Leimkrauts (Silene vulgaris var. humilis), wobei sein Status als Charakterart unsicher ist. Zu den Begleitarten gehören das Gemeine Kreuzblümchen (Polygala vulgaris subsp. vulgaris), das Gewöhnliche Sonnenröschen (Helianthemum nummularium), Flechtenarten und der Sand-Thymian.

## Ökologie und (Stammes-)Geschichte
Diese Pflanzenarten erschlossen sich durch die Anpassung an galmeihaltige Böden, die für andere Pflanzen giftig sind, ökologische Nischen. Schwermetalle treten im Körper während physiologischer Prozesse an die Stelle der lebensnotwendigen Ionen Calcium, Natrium und Kalium. Viele Pflanzen regeln ihren Calcium-Haushalt durch die Produktion der organischen Säuren Oxalat und Malat. Diesen Mechanismus nutzt die Galmeiflora wahrscheinlich zur Beherrschung der Aufnahme und Ablagerung von Schwermetallionen in bestimmten Pflanzenteilen.
Das Gelbe Galmei-Veilchen, Galmei-Hellerkraut und die Galmei-Frühlingsmiere sind Teil einer eiszeitlichen alpinen Reliktflora. Der Ahn des Galmei-Taubenkropf-Leimkrautes (Silene vulgaris var. humilis) ist dagegen auf dem heimischen Trockenrasen anzutreffen. Die Herkunft der rosablühenden Galmei-Grasnelke, deren Verwandte vorwiegend in Küstendünen blühen, könnte im Kupferimport historischer Zeit zu suchen sein. Galmeifluren dienten früher als Zeigerpflanzen der Lokalisierung von Erzlagerstätten und wurden manchmal im Zuge des Abbaus zerstört. Durch den vorindustriellen Bergbau in Pingen entstanden jedoch auch anthropogene Lebensräume für die Galmeivegetation, doch die hohe anthropogene Schwermetallbelastung neuzeitlicher Halden verträgt selbst sie nicht. Als Industriebrache oder Ödland wurden sie lange Zeit für Gewerbeflächen oder Baugebiete zerstört. Heute sind sie deshalb sehr selten und stehen vielfach unter Naturschutz.